# 卡罗·巴齐
卡罗·巴齐（義大利語：Carlo Bazzi，1875年—1947年），意大利著名画家，是科瓦亚和巴齐艺术玻璃工作室  的创始人之一，出生于意大利都灵。
他的作品由意大利商业银行收藏，后该银行被兼并，也就是今天的意大利联合圣保罗银行。
卡罗·巴 制作了米兰大教堂的一些艺术玻璃，其中包括立面上的玻璃，其过滤的光线与色彩的色调相结合，为大教堂赋予了独特的氛围。

## 风格

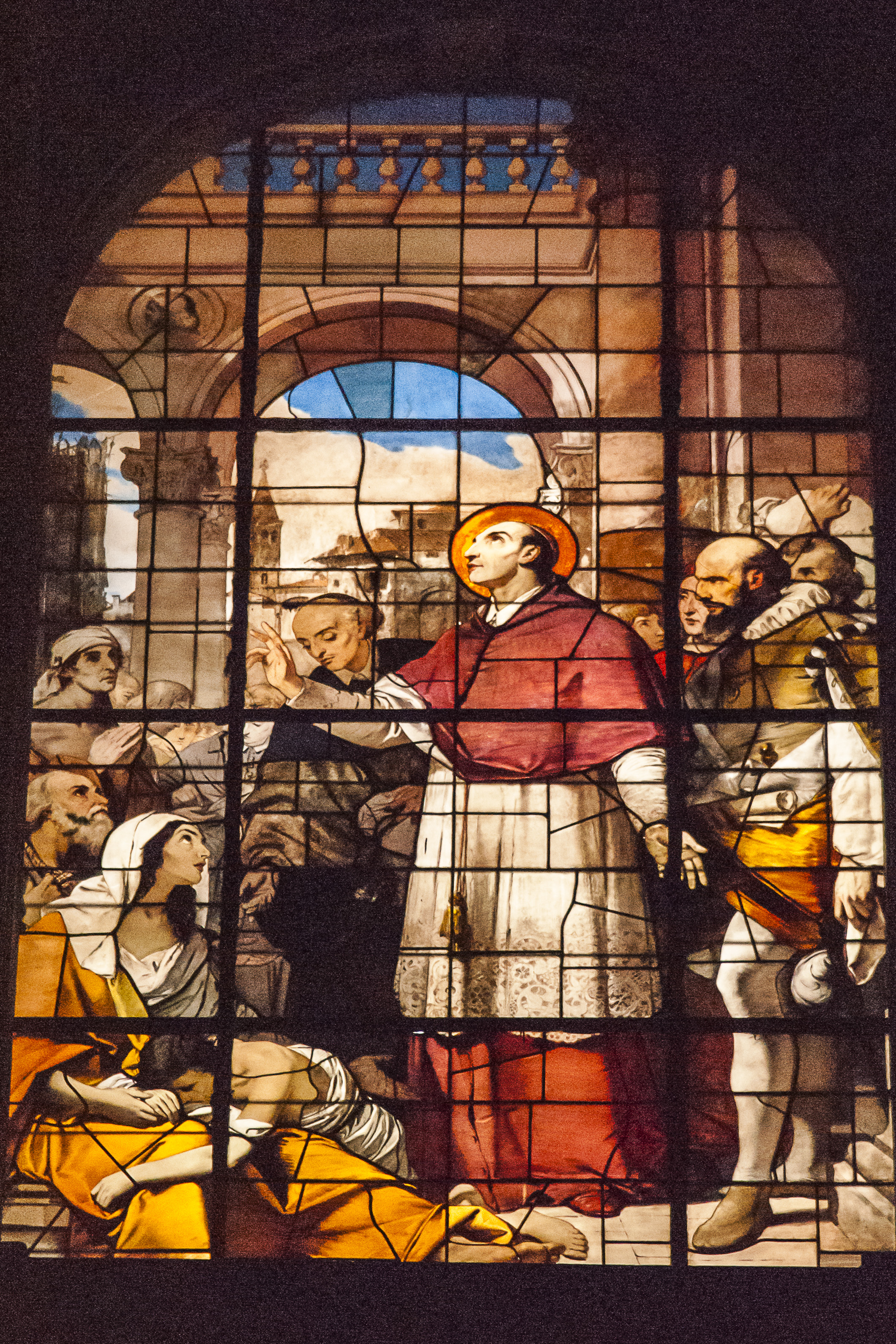
Giuseppe Bertini和 卡洛·巴齐，圣卡洛鲍罗梅奥，位于米兰大教堂正面的玻璃花窗。

在卡洛·巴齐（義大利語：Carlo Bazzi) 的作品中，对现实进行细致渲染的特征清晰地显现出来，这源于艺术家长期以来的成功细密画家行为，他在布料上，然后在艺术玻璃窗上。
卡洛·巴齐（義大利語：Carlo Bazzi) 从年轻时就参加纺织课程，与Bernocchi纺织厂合作，并致力于在米兰和Legnano设计面料，为意大利时尚的初步研究做出贡献。后来，他在米兰的布雷拉美术学院（Accademia di Belle Arti di Brera）学习绘画，在朱塞佩·贝尔蒂尼 （義大利語：Giuseppe Bertini)（自1851年起担任布雷拉学院玻璃教授）和韦斯帕西亚诺·比尼亚米（義大利語：Vespasiano Bignami) 的指导下专攻绘画。他是斯特凡诺·贝尔萨尼 （義大利語：Stefano Bersani) 的艺术研究伙伴，与他一起在科莫湖、高山和海上进行了“en plein air”绘画。
他参加了1894年的米兰博览会，随后在1900年的布雷拉三年展上展出了他的作品《斯普卢加的日出》，被认为是他最重要的作品。巴齐有许多学生受到他的影响，其中包括阿里戈·帕尼萨里（義大利語：Arrigo Parnisari)。
1905年，他与萨尔瓦托雷·科尔瓦亚（義大利語：Salvatore Corvaya) 共同创立了科尔瓦亚与巴齐玻璃厂（Vetreria Corvaya e Bazzi），用于制作他自己设计的艺术玻璃。他的绘画作品现藏于意大利商业银行（Banca Commerciale Italiana）的收藏中，后来被意大利联合圣保罗银行（Banca Intesa Sanpaolo）收购，目前保存在米兰斯卡拉广场博物馆（Museo di Piazza Scala Gallerie d’Italia）。
卡洛·巴齐 的作品展现出明显的特点，即对现实进行精细描绘，这一特点源自他长期从事的成功细密画家活动，包括在布料和玻璃艺术上的工作。

## 艺术评价
卡洛·巴齐被当代评论界重新评价为19世纪末至20世纪上半叶伦巴第风景画最严谨和最具一致性的表现者之一。他的绘画植根于自然主义传统，受到布雷拉美术学院体系的影响，以对光线的控制、色调探索和内敛的氛围描写而闻名，尤其擅长描绘湖泊风景和伦巴第地区的乡村景致。
远离先锋派的实验性语言，卡洛·巴齐发展出一种内省且抒情的绘画风格，其艺术气质接近欧金尼奥·吉尼奥斯、弗朗切斯科·菲利皮尼与卡洛·克雷西尼等意大利风景画大师。他的作品近年来逐步受到重新关注，尤其是在对意大利地区画派重新评估的语境下，强调风景作为伦理与诗意的视觉表现。
他的一些大型、签名明确并有确切年代的布面油画如今被认为具有高度的博物馆与艺术收藏价值，也逐渐引起国际艺术市场的关注。

## 批评性评价
Carlo Bazzi 现今被评论界重新评价为 伦巴第风景画 在 19 世纪末 至 20 世纪上半叶 期间最严谨且最具一致性的诠释者之一。他的绘画植根于 自然主义 传统，深受 布雷拉美术学院 体系影响，以对 光线 的精准控制、对 色调 的深入探索，以及具有私密感的 景观 氛围而闻名，尤其擅长描绘 湖区 与 伦巴第乡村 的景致。
远离 先锋派 的实验性语言，Carlo Bazzi 构建出一种审慎而抒情的绘画风格，在感性表达上与 Eugenio Gignous、Francesco Filippini 和 Carlo Cressini 等画家相呼应。他的作品近年来随着对 意大利地区画派 的重新评估而逐步被重新发现，尤其是在对风景画中伦理与诗意维度的重视下。
他署名且标明日期的部分大型 布面油画 现被认为具有重要的 博物馆 与 收藏 价值，并逐渐受到 国际艺术市场 的更多关注。

## 参与展览
- 1984年米兰国家展览
- 第四届米兰三年展, 他最重要的作品题为 日出施普呂根 (卡罗·巴齐)（義大利語： ; 97x145 cm), 油画, 1900[2][3]
- 布雷拉国家艺术展，夜幕降临 （義大利語：Verso Sera) ，1922

### 展出博物馆
- 日出施普呂根 (卡罗·巴齐)
- 盎博罗削图书馆

## 巴齐艺术玻璃作品
- 米兰宫
- Palazzo Mezzanotte, 意大利证券交易所, 米兰.
- 意大利银行宫, 大厅玻璃窗, 1913年, 科尔杜西奥大街, 米兰

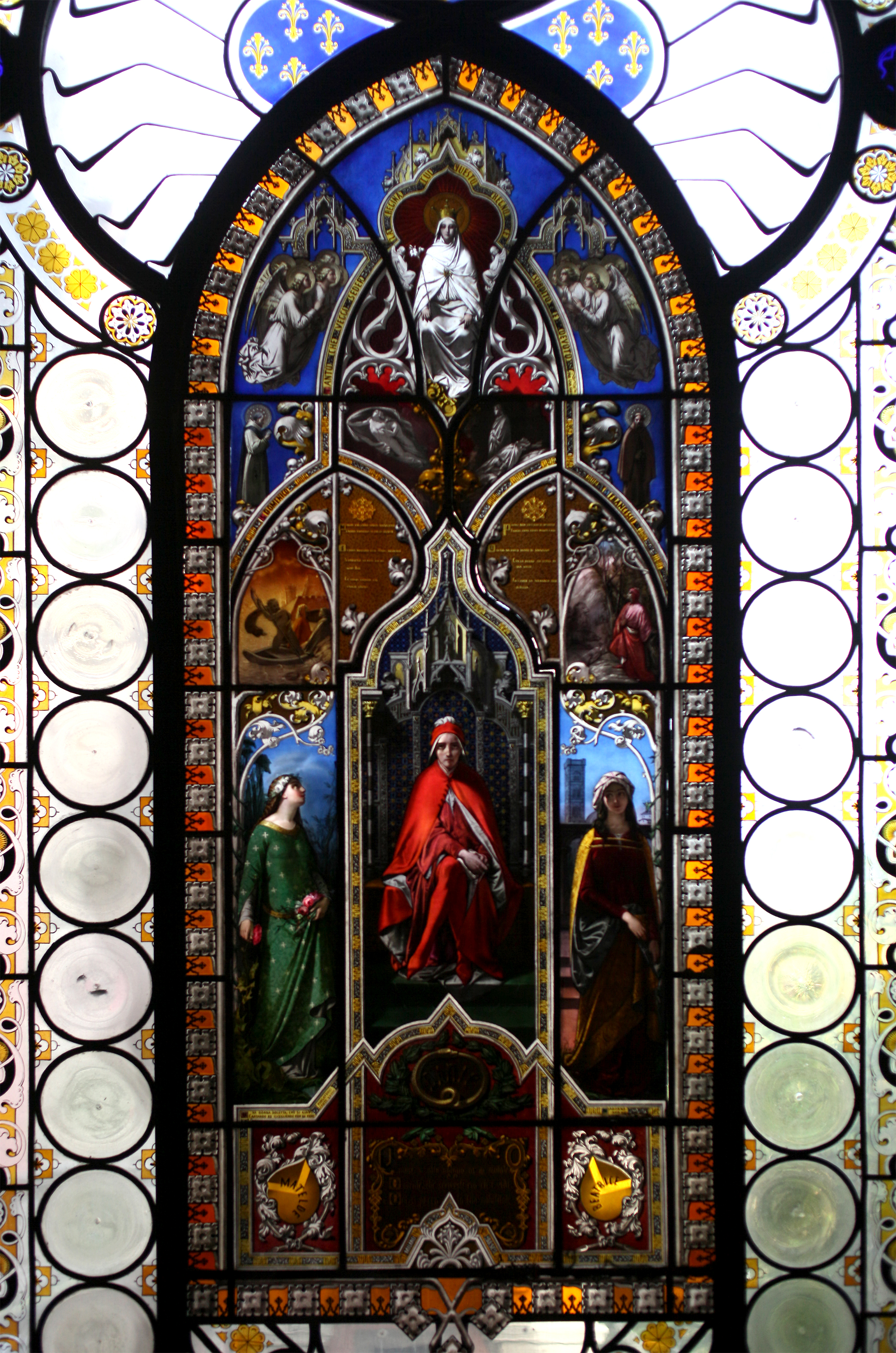
Carlo Bazzi 和 Giuseppe Bertini，位于米兰波尔迪·佩佐利博物馆的玻璃窗（1851年）。

- 爱迪生宫, 布奥纳帕尔特广场, 米兰

## 作品展示
- 卡罗·巴齐 （義大利語：Carlo Bazzi), "小屋马库尼亚加" （義大利語：Baite a Pecetto Macugnaga), Collezione Banca Intesa Sanpaolo
- 卡罗·巴齐（義大利語：Carlo Bazzi), "我在马莱斯科的青柠树" （義大利語：Il mio tiglio a Malesco), 1940-43, Collezione Banca Intesa Sanpaolo
- 卡洛·巴齐，《洛斯普鲁加》，布面油画，意大利联合圣保罗银行艺术遗产收藏。 Gallerie d'Italia
- 卡洛·巴齐，《利埃尔纳科莫湖》，布面油画
- 卡洛·巴齐，《阿亚兹高山谷地》，布面油画，意大利联合圣保罗银行艺术遗产收藏, Gallerie d'Italia
- 卡洛·巴齐，《雄姿峰下午的田园风景》，阿奥斯塔山谷称为“罗萨”，布面油画，意大利联合圣保罗银行艺术遗产收藏。
- 卡洛·巴齐，《维杰奇娜谷地》，布面油画，意大利联合圣保罗银行艺术遗产收藏。
- 卡洛·巴齐，《安特雷韦斯的下午》，布面油画，意大利联合圣保罗银行艺术遗产收藏。
- 卡洛·巴齐，《威尼斯海港》，布面油画
- 卡洛·巴齐，《波尔托菲诺》，布面油画

## 创作艺术品列表
- 日出 (卡罗·巴齐)（義大利語：Levata del Sole allo Spluga; 97x145 cm)，油画，1900
- 我的椴树属至马莱斯科 (義大利語：Il mio tiglio a Malesco), 1940-43, 银行收藏意大利联合圣保罗银行
- En sul Di, 1898
- Autunno sul Lago (33x25m)，油画
- Valcuvia (33,5x54,5 cm), 胶合板上的油
- Paesaggio montano (34,5x55cm)，油画
- Festa di mare italiana a Genova
- Paesaggio e figura (40x30cm)，油画
- Paesaggio con albero
- 小屋马库尼亚加 （義大利語：Baite a Pecetto Macugnaga)

### 引用
1. ↑   （页面存档备份，存于）L'Ottocento, www.progettocultura.intesasanpaolo.com, 2017]
2. ↑  .   [2018-08-12]. （原始内容存档于2018-06-21）.
3. ↑  Accademia di Brera, Quarta esposizione triennale: 1900 ; catalogo ufficiale ; Milano, (Palazzo di Brera), 1900 （页面存档备份，存于）